# Південна залізниця
Регіональна філія «Південна залізни́ця» публічного акціонерного товариства «Українська залізниця» — підприємство, регіональна філія у складі АТ «Укрзалізниця», що обслуговує Харківську, Полтавську та Сумську області, а також окремі райони сусідніх областей.
Одна із найстаріших залізниць (з 1869 року). Географічне розташування і конфігурація напрямків та дільниць Південної залізниці визначає її велике транзитне значення. Вона з'єднує Донбас зі столицею України із західними областями.
Її колії простягнулись більш ніж на 3000 км (розгорнута довжина головних колій перевищує 4000 км). Магістраль обслуговує понад 1000 промислових підприємств.
На Південній залізниці функціонують 4 дирекції залізничних перевезень: Куп'янська, Полтавська, Сумська та Харківська.

## Історія

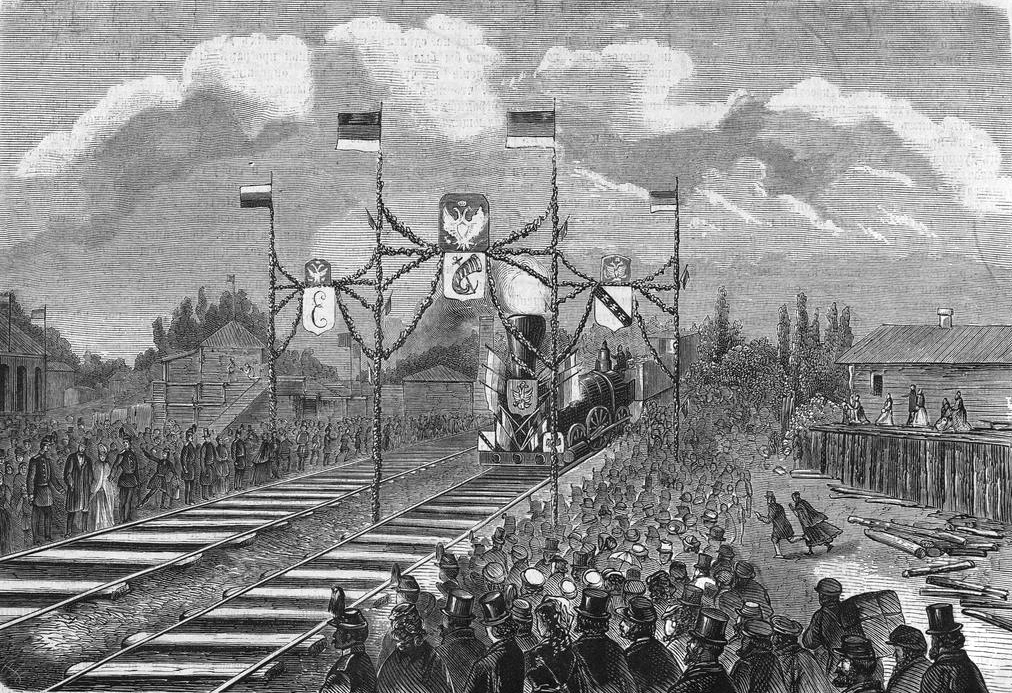
Перший поїзд з Курська до Харкова.
"Харьковъ: Открытіе Курско-Харьковской желѣзной дороги, 22 мая 1869 г." — Всемірная иллюстрація. —, 1869 № 27 (28 червня) - с. 8

- 1863 — прийнято рішення про будівництво залізничної лінії Курськ — Харків — Таганрог — Ростов.

- 1869 — (22 травня) 4 червня прибув перший поїзд з Курська до Харкова[2]. 6 липня відкрито регулярний рух на дільниці Курськ — Бєлгород — Харків завдовжки 229 верст (з цього дня ведеться відлік діяльності Південної залізниці), а у грудні закінчено будівництво лінії Харків — Ростов (завдожки 538 версти) та відкрито наскрізний рух.
- 1870 — відкрито рух поїздів на дільниці Полтава — Харків.
- 1878 — відкрито рух поїздів на Сумський лінії (Ворожба — Суми).
- 1888 — початок руху поїздів на дільниці Кременчук — Ромни. Кременчуцька лінія Харківсько-Миколаївської залізниці отримала вихід на Лібаво-Роменську залізницю.
- 1894 — відкрито рух поїздів на лінії Боромля — Лебединська.
- 1895 — відкрито рух гілкою Лохвиця — Гадяч. У січні 1895 року Курсько-Харківсько-Азовська залізниця об'єднана з Лозово-Севастопольською та Джанкойсько-Феодосійською залізницею і отримала назву Курсько-Харківсько-Севастопольська (К-Х-С).
- 1896 — відкрито рух лінією Бєлгород — Вовчанськ.
- 1897 — відкрито рух лінією Кириківка — Охтирка.
- 1901 — відкрито рух лінією Київ — Полтава та Полтава — Лозова Московсько-Києво-Воронезької залізниці.
- 1901 — побудовано приватну Бєлгород-Сумську залізницю; Вовчанську лінію (Бєлгород — Вовчанськ) прокладено до Куп'янська.
- 1907 — Харківсько-Миколаївську та Курсько-Харково-Севастопольську залізниці було об'єднано в одну мережу під назвою Південні казенні залізниці, але назви залізниць ще використовувались.
- 1908 — почалося будівництво Північно-Донецької залізниці (Харків — Льгов та Харків — Ізюм — Донбас).
- 1909 — побудовано та відкрито лінію Гребінниківка — Низи.
- 1911—1917 — введені в експлуатацію ділянки ліній Льгов — Суджа — Харків — Лиман — Лиха з низкою розгалужень Північно-Донецької залізниці. Станції Льгов-Київський та Суджа стали вузловими.
- 1918 — наказом Міністерства шляхів Української держави від 15 травня назву залізниці змінено на «Слобідську»[3].

### У радянські часи

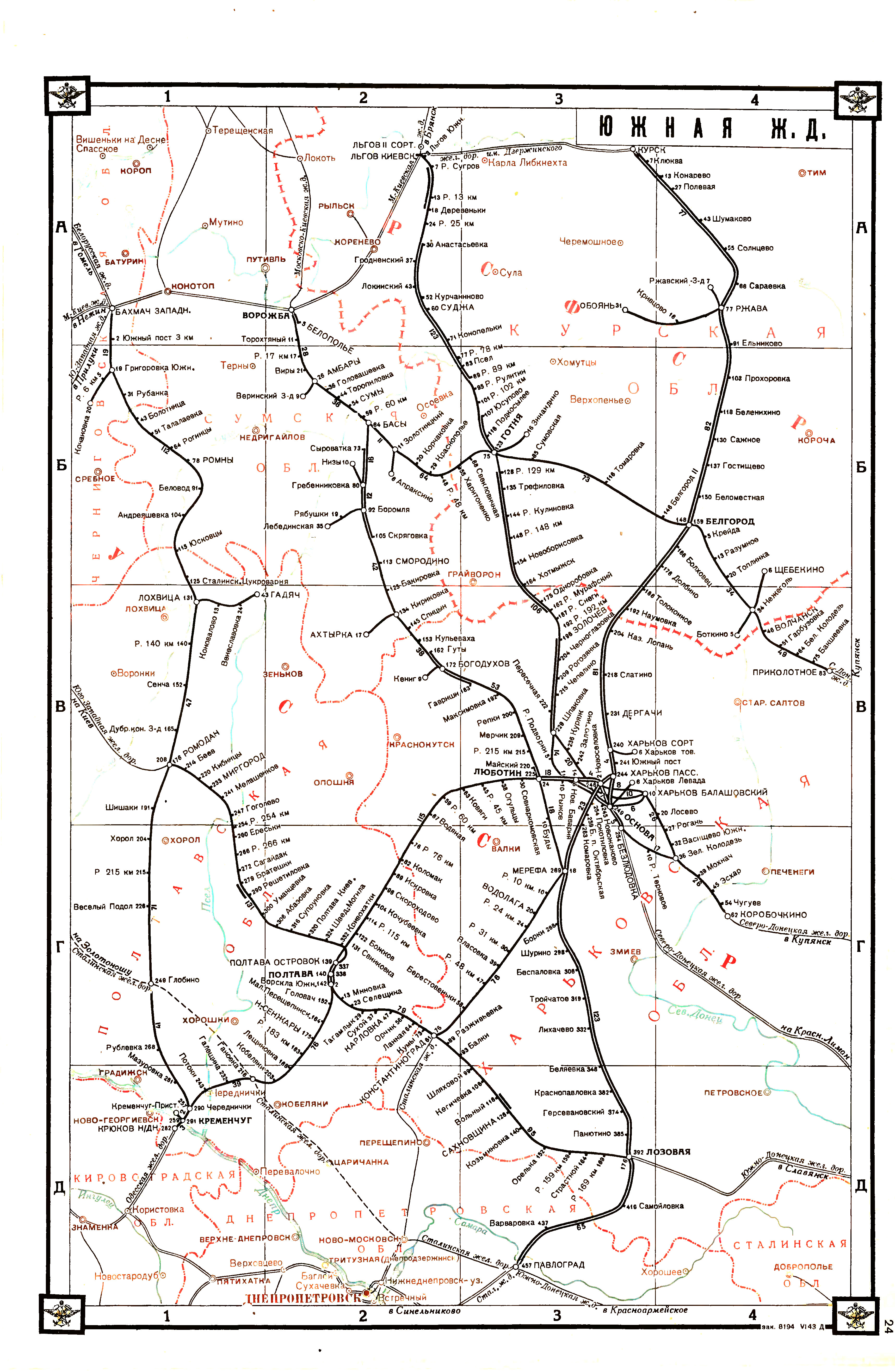
Мапа Південної залізниці від Павлограда до Курська та Льгова (Генштаб 1943)

- 1922 — приймається нова система управління на транспорті.
- 1925 — Північно-Донецька залізниця реструктуризована, її слобожанська частина увійшла до складу Південних залізниць, інша частина об'єднана частково з Катерининською залізницею та Донецькою кам'яновугільною (Донецька залізниця). Наприкінці 1920-х років до складу Південних залізниць увійшли дільниці Красний Лиман — Основа — Льгов та Харків — Куп'янськ. У такій конфігурації лінії Південних залізниць мали найбільшу у своїй історії протяжність.
- 1930 — заснований Харківський експлуатаційно-тяговий інститут інженерів залізничного транспорту (ХІІТ).

- 1934 — у лютому Південні залізниці поділені на дві самостійні — Південну та Донецьку залізниці. Через укладання рейок важкого типу швидкість вантажних поїздів подвоїлась.
- 1943 — введена в експлуатацію лінія Сараєвка — Старий Оскол. За роки Другої світової війни (1941—1945) шкода, заподіяна Південній магістралі, склала прнад 1 млрд рублів.
- 1948 — відновлено і споруджено близько 250 електростанцій, 78 службово-технічних приміщень, відремонтовано станційні та під'їзні шляхи, створено близько 50 лінійних пунктів ремонту та промиву вагонів, електроосвітлення підключено до 90-та станцій і роз'їздів.
- 1957, 30 липня — на дільниці Харків — Мерефа пройшов перший електровоз.
- 1960 — завершена електрифікація всього головного напрямку Південної залізниці. Загальна довжина ліній, яка переведена на електровозну і тепловозну тягу, перевищила 2500 км.
- 1961 — до локомотивних депо Полтава та Куп'янськ почали надходити тепловози і розпочалася їх експлуатація.
- 1966 — створена лабораторія обчислювальної техніки.
- 1972 — на базі дорожньої лабораторії обчислювальної техніки створений інформаційно-обчислювальний центр дороги.

### У Незалежній Україні

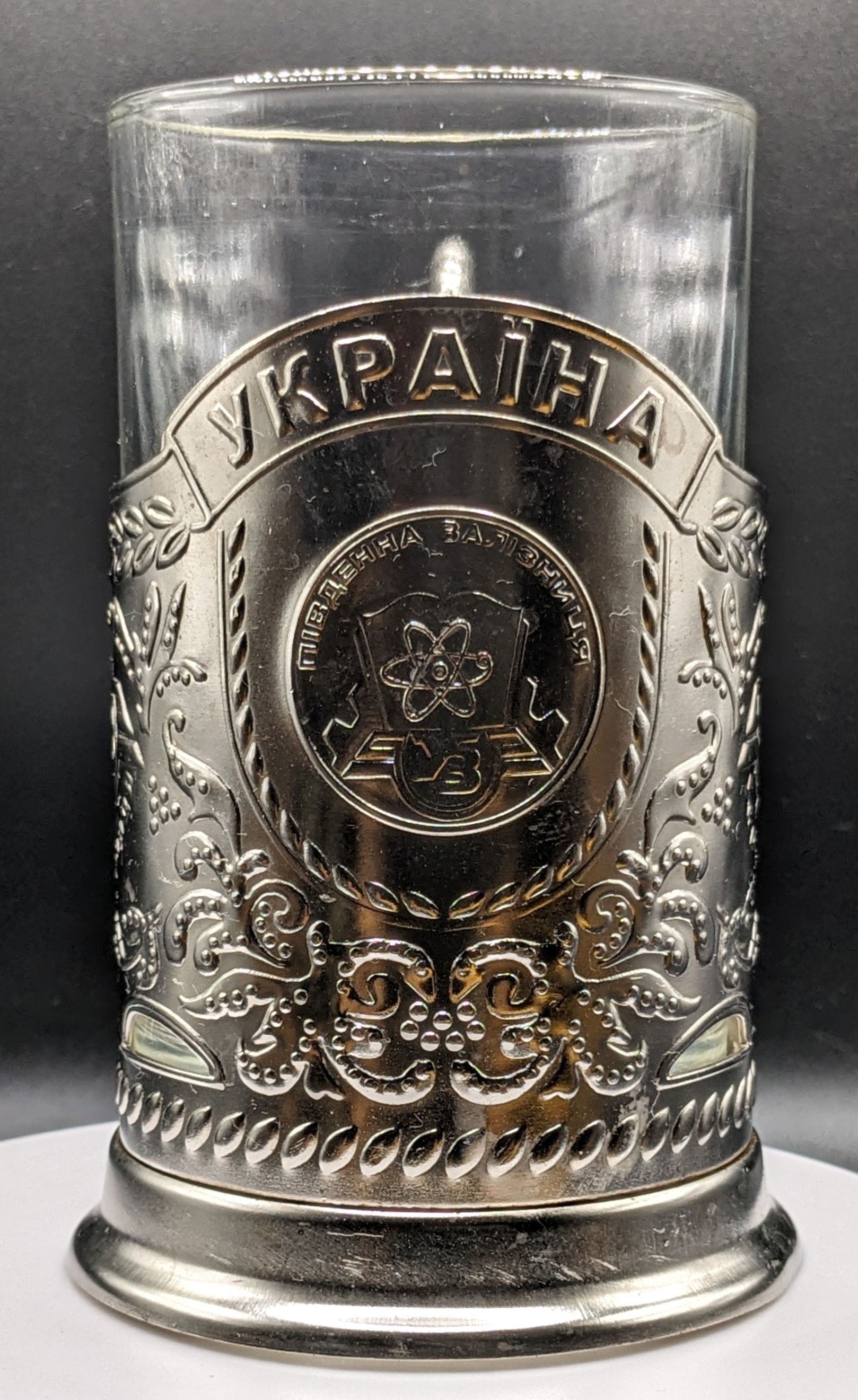
Підсклянник «Південна залізниця»

- У лютому 1992 року Бєлгородське відділення відчужене від Південної до складу Південно-Східної залізниці Росії (дільниці Клюква — Сараєвка — Бєлгород — Наумівка, Сараєвка — Старий Оскол, Старий Оскол — Валуйки, Бєлгород — Готня, Бєлгород — Нежеголь). Дільниці Пост Північний — Козача Лопань та Вовчанськ — Приколотне Бєлгородського відділення увійшли до складу Харківського та Куп'янського відділень відповідно. Дільниці Козачок — Готня — Свікловічна, гілка Готня — Зінаїдіно Харківського та дільниця Ільок-Пеньковка — Свікловічна Сумського відділення відчужені до складу Бєлгородського відділення. Дільниці Валуйки — Соловей та Валуйки — Вистрел Куп'янського відділення увійшли до складу Бєлгородського відділення. Дільниця 770 км — Старобільськ відійшла до складу Лиманської дирекції Донецької залізниці.
- 1998 року здійснено капітальний ремонт вокзалу станції Харків-Пасажирський.
- 2014 року видано розпорядження, за яким на час проведення антитерористичної операції на сході України Південній залізниці мала бути передана частина майна Донецької залізниці, розташованого на слобожанській території Донецької та Луганської областей, підконтрольних українській владі[4], але у повній мірі воно так і не було здійснене, хоча Південна залізниця активно допомагала й допомагає досі в приведенні залізничного господарства цього регіону до ладу[5].
- 1 грудня 2015 року розпочалась господарська діяльність АТ «Укрзалізниця»; державне підприємство «Південна залізниця» втратило статус окремої юридичної особи і продовжило діяльність як регіональна філія «Південна залізниця»[6].

З 10 березня по 17 березня 2023 року тривало опитування через електронний сервіс «Дія», яке реалізоване Мінцифрою спільно з Міністерством розвитку громад, територій та інфраструктури й Укрзалізниці. Понад 860,4 тисяч українців проголосували за нову назву для Південної залізниці. Опитування відбулося в межах масштабного проєкту Укрзалізниці «Залізна українізація», головною метою якої є дерусифікація українських залізниць та позбавлення всіх радянських та російських назв, символів і написів. Варіант Харківська залізниця обрано 335,6 тисячами користувачами. За варіанти Слобожанська залізниця проголосували 234,7 тисяч користувачів, Східна залізниця — 232,5 тисячі, а Слобідська залізниця — 57,4 тисячі голосів. Ці попередні результати опитування будуть враховані під час перейменування регіональної філії.

## Структура Південної залізниці
Дирекції:
- Харківська
- Полтавська
- Сумська
- Куп'янська

Інші підрозділи:
- Центральний будинок науки і техніки Харківської дирекції залізничних перевезень Державного підприємства Південна залізниця (відокремлений підрозділ)
- Санаторій імені Миколи Гоголя Південної залізниці

## Керівники
В різні часи залізницю очолювали

### Курсько-Харківсько-Азовська залізниця
- О. фон Ган (1869—1874 рр.);
- В. Іванов (1874—1886 рр.);
- Дмитро Дмитрович Неронов (1887—1889 рр.[8]);
- В. Дворжецький (1889 р.);
- Л. Богданович (1890 р.);
- А. Ізмайлов (1890—1891 рр.);
- Н. Васильєв (1891—1895 рр.).

### Харківсько-Миколаївська залізниця
- Володимир Миколайович Печковський (1870—1889 рр.);
- Микола Степанович Островський (1890—1898 рр.);
- Шмідт Федір Іванович (1898—1901 рр.);
- Федір Олексійович Галицинський (1901—1902 рр.);
- Володимир Миколайович Волков (1902—1906 рр.);
- Віктор Олександрович Розанов (1906 р.).

### Курсько-Харківсько-Севастопольська залізниця
- Микола Амандович фон Ренкуль (1896—1901 рр.);
- А. Крігер (1901—1905 рр.);
- Шмідт Федір Іванович (1906—1907 рр.).

### Південні залізниці
- Шмідт Федір Іванович (1907 р.);
- Розанов Віктор Олександрович (1907—1908 рр.);
- Івановський Іпполіт Костянтинович (1909—1910 рр.);
- Стульгинський Владислав Гнатович (1910—1913 рр.);
- Воскресенський Борис Дмитрович (1913—1916 рр.);
- Язиков Борис Миколайович (1916—1917 рр.);
- Іванов Олексій Миколайович (комісар 1920 р.);
- Судьїн Сергій Корнилович (комісар серпень—грудень 1920 р. ?);
- Главацький Олександр Олександрович (1920—1921 рр. Південне управління НШС);
- Науман В. (1921—1922 рр.);
- Іванов А. (1923—1926 рр.);
- Миронов Микола Іванович (1925?—1926? рр.);
- Чорний (Паніашвілі) Віктор Миколайович (1927?—1928 рр.);
- Бандура Петро Арсентійович (1928—1930 рр.);
- Лівшиць Яків Абрамович (1931—1933 рр.);
- Левченко Микола Іванович (1933—лютий 1934 р.).

### Південна залізниця
- Зорін Олексій Михайлович (1934 р.);
- Шушков Петро Сергійович (1935—1937 рр.);
- Малій Іларіон Васильович (1937—1938 рр.);
- Кутафін Семен Васильович (1938—1944 рр.);
- Даниленко Костянтин Іванович (1944—1945 рр.);
- Дмитрюк Петро Андрійович (1945—1954 рр.);
- Кожухар Костянтин Герасимович (1954—1959 рр.);
- Головченко Григорій Іванович (1959—1972 рр.);
- Конарєв Микола Семенович (1972—1976 рр.);
- Шутов Олексій Йосипович (1976—1983 рр.);
- Пучко Олександр Олександрович (1983—1995 рр.);
- Крючков Олег Митрофанович (1995—1997 рр.);
- Несвіт Василь Андрійович (1997—2000 рр.);
- Остапчук Віктор Миколайович (05.2000—06.2005);
- Бойко Григорій Анатолійович (06.2005—12.2005 р.);
- Остапчук Віктор Миколайович (26.12.2005—27.11.2012)[9];
- Філатов Олександр Валентинович (29.11.2012—03.06.2014)[10];
- Уманець Микола Григорович (з 04.06.2014[11])[12][13][14].

## Начальники політичного відділу залізниці
| Роки      | Посадові особи            |
| --------- | ------------------------- |
| 1938      | Олонов Михайло Іванович   |
| 1950—1956 | Немнов Володимир Іванович |

## Назва  залізниці
На території сучасної незалежної України до цього часу існують назви державних підприємств, які походять від розташування цих підприємств на території давно зниклих Російської імперії та СРСР. Йдеться про назви регіональних філій державної «Укрзалізниці»: «Південно-Західна залізниця» та «Південна залізниця».
Ці назви виникли через таке розташування підприємств у Російській імперії та СРСР. Після набуття Україною незалежності та встановленням державного кордону України ці назви перестали відповідати дійсному розташуванню підприємств.
Існування на території незалежної України державних підприємств з імперськими назвами є неприйнятним та потребує виправлення таких назв.
Між тим назви інших регіональних філій «Укрзалізниці» походять або від назв міст, які є керівними центрами цих філій (Одеська, Львівська, Донецька), або від розташування на території сучасної України (Придніпровська).
У березні 2023 року понад 800 тис. українців проголосували в Дії за перейменування Південної залізниці. Більшість з них обрали нову назву — Харківська.

## Електрифікація залізниці
Позначки: постійний струм — (=3 кВ), змінний струм — (~25 кВ):
| Роки | Дільниці                                                    | Довжина, км                                              | Рід струму                                                  | З них дільниці на ОЗ         |
| ---- | ----------------------------------------------------------- | -------------------------------------------------------- | ----------------------------------------------------------- | ---------------------------- |
| 1957 | Харків — Мерефа                                             | 25 км.                                                   | =3 кВ                                                       |                              |
| 1958 | Лозова — Слов'янськ                                         | 105 км                                                   | =3 кВ                                                       | 4 км Південної залізниці     |
| 1958 | Мерефа — Лозова                                             | 123 км                                                   | =3 кВ                                                       |                              |
| 1959 | Харків — Дергачі (відкриття 20 травня)                      | 9 км                                                     | =3 кВ                                                       |                              |
| 1959 | Дергачі — Козача Лопань (відкрита у жовтні)                 | 29 км                                                    | =3 кВ                                                       |                              |
| 1961 | Харків — Люботин                                            | 17 км                                                    | =3 кВ                                                       |                              |
| 1961 | Основа — Слов'яногірськ                                     | 140 км                                                   | =3 кВ                                                       | 130 км Південної залізниці). |
| 1965 | Лозова — Синельникове                                       | 104 км                                                   | =3 кВ                                                       | 12 км Південної залізниці    |
| 1967 | Валуйки — Куп'янськ                                         | 40 км та Куп'янський залізничний вузол — електрифіковані | ~25 кВ                                                      |                              |
| 1969 | Мерефа — Зміїв                                              | 30 км                                                    | =3 кВ                                                       |                              |
| 1970 | Гракове — Занки                                             | 27 км                                                    | =3 кВ                                                       |                              |
| 1970 | Харків — Золочів (відкрита 5 грудня)                        | 47 км                                                    | =3 кВ                                                       |                              |
| 1971 | Харків-Балашовський — Лосєве — Гракове (відкрита 20 грудня) | 59 км                                                    | =3 кВ                                                       |                              |
| 1972 | Гракове — Куп'янськ (відкриття 9 грудня)                    | 66 км — дільниця електрифікована                         | ~25 кВ                                                      |                              |
| 1974 | Мерефа — Власівка (відкрита 6 листопада)                    | 39 км                                                    | =3 кВ                                                       |                              |
| 1977 | Куп'янськ-Сортувальний — Куп'янськ-Південний                | 6 км — дільниця електрифікована                          | ~25 кВ                                                      |                              |
| 1977 | Куп'янськ — Святогірськ                                     | 76 км — дільниця електрифікована                         | ~25 кВ                                                      | 70 км Південної залізниці    |
| 1978 | Шпаківка — Люботин — Буди — Мерефа (відкрита 6 жовтня)      | 18 км                                                    | =3 кВ                                                       |                              |
| 1979 | Люботин — Мерчик                                            | 16 км                                                    | =3 кВ                                                       |                              |
| 1988 | Власівка — Красноград (відкрита 14 жовтня)                  | 37 км                                                    | =3 кВ                                                       |                              |
| 1994 | Яготин — Гребінка (відкрита 20 грудня)                      | 47 км — дільниця електрифікована                         | ~25 кВ                                                      | 1 км Південної залізниці     |
| 1997 | Гребінка — Лубни (відкрита у грудні)                        | 42 км — дільниця електрифікована                         | ~25 кВ                                                      |                              |
| 1998 | Лубни — Ромодан (відкрита 31 липня)                         | 30 км                                                    | ~25кВ                                                       |                              |
| 1999 | Ромодан — Миргород (відкрита 28 липня)                      | 26 км                                                    | ~25кВ                                                       |                              |
| 2000 | Миргород — Гоголеве (відкрита 1 серпня)                     | 14 км — дільниця електрифікована                         | ~25 кВ                                                      |                              |
| 2001 | Гоголеве — Сагайдак (відкрита 27 грудня)                    | 25 км — дільниця електрифікована                         | ~25 кВ                                                      |                              |
| 2002 | Сагайдак — Полтава-Київська (відкрита у червні)             | 48 км — дільниця електрифікована                         | ~25 кВ                                                      |                              |
| 2003 | Полтава-Київська — Вакулинці (відкрита у грудні)            | 15 км — дільниця електрифікована                         | ~25 кВ                                                      |                              |
| 2004 | Вакулинці — Свинківка                                       | 4 км — дільниця електрифікована                          | ~25 кВ                                                      |                              |
| 2004 | Свинківка — Божків (відкрита у грудні)                      | 9 км — дільниця електрифікована                          | ~25 кВ                                                      |                              |
| 2006 | Божків — Коломак (відкрита 29 грудня)                       | 40 км — дільниця електрифікована                         | ~25 кВ                                                      |                              |
| 2007 | Коломак — Люботин-Західний (відкрита 20 вересня)            | 52 км — дільниця електрифікована                         | ~25 кВ до станції Огульці =3 кВ до станції Люботин-Західний |                              |
| 2008 | Полтава-Південна (відкриття 21 серпня)                      | дільниця електрифікована                                 | ~25 кВ                                                      |                              |
| 2008 | Кременчук — Користівка (відкрита 28 жовтня)                 | 78 км — дільниця електрифікована                         | ~25 кВ                                                      | 43 км Південної залізниці    |
| 2010 | Полтава — Мала Перещепинська                                | 24 км — дільниця електрифікована                         | ~25 кВ                                                      |                              |
| 2011 | Мала Перещепинська — Кременчук                              | 95 км — дільниця електрифікована                         | ~25 кВ                                                      |                              |
| 2012 | Полтава-Південна — Лозова                                   | 176 км — дільниця електрифікована                        | ~25 кВ                                                      |                              |
| 2018 | Потоки — Золотнишине                                        | 14 км — дільниця електрифікована                         | ~25 кВ                                                      |                              |

### Електрифікація за десятиріччями
| Десятиріччя | Електрифіковано колій, км |
| 1950-ті     | 190                       |
| 1960-ті     | 229                       |
| 1970-ті     | 348                       |
| 1980-ті     | 37                        |
| 1990-ті     | 99                        |
| 2000-ні     | 250                       |
| 2010-ті     | 295                       |
| ----------- | ------------------------- |

### Нереалізовані проєкти
Планувалося електрифікувати дільниці:
- 2013 — Берестин — Самар-Дніпровський (98 км) — для впровадження швидкісного руху на напрямку Київ — Дніпро.
- 2015 — Ворожба — Суми (64 км).
- 2016 — Суми — Люботин (161 км)[24].
- У 2022 році планувалось розпочати електрифікацію 1 черги  Ворожба - Суми, але цим планам завадила повномасштабна війна.